# Beania regularis
Beania regularis är en mossdjursart som beskrevs av Thornely 1916. Beania regularis ingår i släktet Beania och familjen Beaniidae. Inga underarter finns listade i Catalogue of Life.